# Jacques Germain Soufflot
Jacques Germain Soufflot (Auxerre, 22 juli 1713 – Parijs, 29 augustus 1780) was een Frans architect en voorloper van het neoclassicisme.
Hij volgde in de jaren 1730 een opleiding aan de Académie de France à Rome. Daarna vestigde hij zich in Lyon, waar hij het Hôtel-Dieu de Lyon ontwierp.
Begin 1755 kreeg Soufflot van koning Lodewijk XV van Frankrijk de opdracht een nieuwe kerk te bouwen, gewijd aan Sainte-Geneviève. Hij ontving deze grote opdracht op voorspraak van de Markies de Marigny, directeur van de koninklijke bouwbedrijven en broer van Madame de Pompadour. Door technische problemen en een opeenstapeling van vijandige tegenwerking heeft hij de voltooiing van de Sainte-Geneviève echter nooit meegemaakt.
Tijdens de Franse Revolutie werd de Sainte-Geneviève van een kerk veranderd in een begraafplaats voor beroemde Fransen, het Panthéon. Soufflot werd hier ook begraven.

## Werken
- Panthéon, Parijs. 1755-1789.
- Opéra de Lyon (1756; afgebroken in 1826).
- Hôtel de Marigny, Parijs. 1768-1771.

- Biblioteca Nacional de España: XX1444543
- Bibliothèque nationale de France: cb11925213c (data)
- Catàleg d'autoritats de noms i títols de Catalunya: 981058618386706706
- CiNii: DA08485617
- Gemeinsame Normdatei: 118751611
- International Standard Name Identifier: 0000 0000 8142 8922
- KulturNav: 6c352c04-7d8e-4cc8-8a94-55dc3efddf0c
- Library of Congress Control Number: n81144050
- Nationale Bibliotheek van Tsjechië: xx0142969
- Nationale Bibliotheek van Israël: 987007436760805171
- Nederlandse Thesaurus van Auteursnamen: 068967527
- Réseau des bibliothèques de Suisse occidentale: 02-A003850168
- RKD-Nederlands Instituut voor Kunstgeschiedenis: 110060
- SNAC: w6tx3jxf
- Système universitaire de documentation: 027144461
- Union List of Artist Names: 500020221
- Virtual International Authority File: 64012035
- WorldCat: E39PBJkxKxykvrJfdVtcJ6384q